# Vetenskapsåret 1925

## Händelser

### Astronomi
- Okänt datum - Schwassmann-Wachmanns komet siktas för första gången [1].

### Oceanografi
- Okänt datum - Den tyska Meteorexpeditionen under ledning av Alfred Merz inleds.

## Pristagare
- Bigsbymedaljen: Cyril Workman Knight [2]
- Copleymedaljen: Albert Einstein
- Nobelpriset: [3]
  - Fysik: James Franck och Gustav Hertz
  - Kemi: Richard Zsigmondy
  - Fysiologi/medicin: Inget pris utdelades
- Sylvestermedaljen: Alfred North Whitehead
- Wollastonmedaljen: George William Lamplugh [4]

## Födda
- 31 oktober -  John Pople, nobelprisvinnare i kemi

## Avlidna
- 3 februari - Oliver Heaviside, 74, fysiker
- 22 juni - Felix Klein, 76, matematiker
- 26 juli - Gottlob Frege, 76, matematiker

### Fotnoter
1. ↑  Så funkar universum, James Muirden
2. ↑  ”Geological Society”. Arkiverad från originalet den 5 juni 2011. https://web.archive.org/web/20110605101836/http://www.geolsoc.org.uk/gsl/society/history/page753.html. Läst 13 april 2011.
3. ↑  ”Nobelpriset”. http://nobelprize.org/nobel_prizes/lists/all/index.html. Läst 10 april 2011.
4. ↑  ”Geological Society”. Arkiverad från originalet den 5 juni 2011. https://web.archive.org/web/20110605102217/http://www.geolsoc.org.uk/gsl/society/history/page750.html. Läst 14 april 2011.